# Hässelby, Börje socken
Hässelby är en by i Börje socken, Uppsala kommun.
Byn är med all sannolikhet forntida, och RAÄ 138 Börje med 20 gravar är förmodligen bygravfältet. Sydöst om byn finns även ett impediment minst en grav (RAÄ 174).
Vid gravfältet RAÄ 151 under Hässelby 5:1 hade arkeologiska institutionen vid Uppsala universitet sina fältkurser förlagda från 1978 och ett antal år framöver sina fältkurser förlagda.
I skriftliga källor omtalas byn första gången 1305 ('in Hæsliby'), då Uppsala helgeandshus hade jord i byn. 1497-1536 fanns här fyra landbor på jord tillhörig Uppsala domkyrka. Det ena av de hemmanen återbördades från kyrkan av Olof Bröms, och övertogs senare av Gustav Vasa. Den gården doneras 1624 av Gustav II Adolf till Uppsala universitet.